# Phoeniculus
Phoeniculus is een geslacht van vogels uit de familie boomhoppen (Phoeniculidae). Alle soorten in dit geslacht komen alleen voor in Afrika.

## Soorten
Het geslacht kent de volgende soorten:
- Phoeniculus bollei – Witkopkakelaar
- Phoeniculus castaneiceps – Bruinkopboomhop
- Phoeniculus damarensis – Damarakakelaar
- Phoeniculus purpureus – Groene kakelaar
- Phoeniculus somaliensis – Zwartsnavelkakelaar